# Александрополье
Александрополье (укр. Олександропілля) — село в Попаснянском районе Луганской области Украины. Занимает площадь 0,57 км². Население по переписи 2001 года составляло 359 человек.
1. ↑  Данный населённый пункт расположен на территории, не контролируемой властями  Украины (см. также Война в Донбассе (2014—2022))